# The Matrix Awakens
The Matrix Awakens — компьютерная игра с открытым миром, созданная для демонстрации возможностей движка Unreal Engine 5. Разработана студией Epic Games в партнёрстве с Warner Bros. Pictures, The Coalition, Wētā FX, Weta Digital, Evil Eye Pictures, SideFX и другими компаниями. Выпущена в 2021 году на платформах PlayStation 5 и Xbox Series X/S. Являлась частью маркетинговой кампании фильма «Матрица: Воскрешение».
Игра была анонсирована и выпущена во время церемонии The Game Awards 2021 9 декабря 2021 года. В игре представлены Тринити и Нео, а также фотореалистичные отсканированные модели игравших их актёров — Кэрри-Энн Мосс и Киану Ривз. Игрок управляет IO — персонажем, созданным с помощью MetaHuman Creator, нового инструмента Unreal Engine.
Игра не была выпущена на ПК, однако Epic Games выложили представленный в ней город в качестве демонстрационного проекта для Unreal Engine 5, названного «City Sample» (с англ. — «пример города»). Благодаря этому были выпущены неофициальные порты на ПК.
9 июля 2022 года демо было удалено из PS Store и Microsoft Store.

## Разработка
Сценаристом и руководителем проекта выступила Лана Вачовски. В проекте приняли участие многие члены съёмочной группы трилогии «Матрицы», в том числе Джон Гаэта, Джеймс Мактиг и Ким Барретт. Также в разработке участвовал Ким Либрери, технический директор Epic Games.

## Оценки
Ричард Лидбеттер из Eurogamer отметил, что игра выглядит достойно благодаря технологии Temporal Super Resolution. Сэм Машковеч из Ars Technica похвалил эффекты частиц, трассировку лучей и освещение, а также остался под впечатлением от дальности прорисовки. Фил Хорншоу в заметке для GameSpot отметил: «The Matrix Awakens — впечатляющее технодемо, которая многое делает для размывания границ между играми и фильмами, а, возможно, и реальностью» — что он посчитал соответствующим нарративу игры.